# تسرع القلب فوق البطيني
اضطرابات دقات القلب فوق البطيني (بالإنجليزية: supraventricular tachycardia) ويعرف اختصارا (SVT) هي ضربات القلب السريعة التي تنشأ عند أو فوق العقدة الأذينية البطينية. يوجد نوعين أكثر شيوعا لعدم انتظام دقات القلب فوق البطيني الانتيابي (PSVT)، وهي عدم انتظام دقات القلب الأذينية البطينية الترددية (atrioventricular reciprocating tachycardia) وعدم انتظام دقات القلب العقدي للمركبات إعادة مشترك. (AV nodal reentrant tachycardia). بالنسبة لكبار السن، الرجفان الأذيني يصبح نوع شائع من عدم انتظام ضربات القلب فوق البطيني على الرغم من أنه عادة ما يتم النظر فيه بشكل منفصل. واضطرابات دقات القلب فوق البطيني عموما ليست مهددة للحياة، على الرغم من أنه قد يسبب تدهور في وظيفة القلب لفترات طويلة.إن اضطرابات نظم القلب فوق البطيني، والذي يشيع حدوثها في المجموعة العمرية الأصغر سناً، ليست خطراً في كثير من الأحيان بقدر ما هي غير مريحة. تساهم ممارسة الأنشطة الشاقة والتمارين الرياضية في التعجيل بحدوثها.

## الأسباب
بشكل عام ان اضطرابات دقات القلب فوق البطيني سببه الآليتين. الأولى هو إعادة الدخول، والثانية التلقائية. ونتيجة دخول القلب في حالة من الضربات السريعة التي بدأت بضربات قلبية متكررة سابقة لأوانها ذات طابع غير طبيعي. هناك بعض الاضطرابات غير الطبيعية التي تسبب هذه الحالة، ومنها تسرع القلب فوق البطيني الأذيني البطينى التبادلي الناجم عن وجود توصيل كهربائي غير طبيعي بين الأذينين والبطينين أو تسرع القلب فوق البطيني الأذيني البطيني العقدي المشترك الناجم عن وجود مسارين مختلفين في العقدة الأذينية البطينية. في بعض الأحيان، قد تؤدي نوبات تسرع القلب الأذيني الحقيقية الناجمة عن نشوء نبضات سريعة غير معتادة أو نبضات تدور في الأذينين بظهور نوبات تسرع القلب فوق البطينية.

## الأعراض

الرجفان. نبضات غير منتظمة تصل إلى العقدة الأذينية البطينية. فقط بعض التي يتم إرسالها.

الشعور المفاجئ بالخفقان غير المريح الذي قد يختفي في غضون دقائق قليلة أو حتى ساعات عديدة هو من الأعراض الأكثر شيوعا التي تحدث. الدوخة، ضيق التنفس، الإجهاد والشعور بألم في الصدر هي بعض من الأعراض الشائعة الأخرى. في كثير من الأحيان، لا يتم العثور على أي مشكلة أخرى بالقلب. يستطيع رسم القلب (ECG) تأكيد التشخيص الناتج عن الأعراض والفحص البدني.
الأعراض يمكن أن تنشأ فجأة، وربما حل من دون علاج. يمكن أن الإجهاد، وممارسة، والعاطفة جميع يسفر عن الزيادة الطبيعية أو الفسيولوجية في معدل ضربات القلب، ولكن يمكن أيضا، أكثر نادرا، SVT راسب. يمكن الحلقات تستمر من بضع دقائق إلى واحد أو يومين، واستمرار بعض الأحيان حتى المعالجة. وسرعة دقات القلب يقلل من فرصة لل«مضخة» لملء بين يدق تناقص النتاج القلبي وبالتالي ضغط الدم. الأعراض التالية هي نموذجية بمعدل 150-270 أو أكثر نبضة في الدقيقة:
- قصف القلب
- ضيق في التنفس
- ألم في الصدر (ذبحة)
- التنفس السريع
- دوخة
- الشعور المفاجئ بنبضات القلب (الخفقان)
- فقدان الوعي (إلا في الحالات الأكثر خطورة)

## العلاج
معظم حالات اضطرابات نظم القلب فوق البطيني غير خطيرة ولا تهدد الحياة ولكنها ليست مريحة، على الرغم من أن معدل ضربات القلب تكون في هذه الحالة سريعة جدا، فربما يمكن أن يكون مشكلة بالنسبة لأولئك مع الكامنة وراء مرض نقص تروية القلب عند كبار السن، ولكن يمكن أن يكون العلاج فاصل لمنع أو الحد من تكرارها. في حين أن بعض طرق العلاج يمكن تطبيقها على جميع الحالات في هذا المرض، وهناك علاجات محددة متاحة لعلاج بعض الأنواع الفرعية. والعلاج الفعال يتطلب بالتالي معرفة كيف وأين يبدأ عدم انتظام ضربات القلب وكيفية انتشاره.
يمكن فصل اضطرابات نظم القلب فوق البطيني إلى مجموعتين، على أساس ما إذا كانت تنطوي على عقدة AV لصيانة الدافع أم لا. تلك التي لا تفعل ذلك يمكن إنهاؤها عن طريق إبطاء التوصيل من خلال عقدة AV.
إن تحفيز العصب المبهم، الذي يعمل على خفض معدل ضربات القلب، يمكن أن يوقف اضطرابات نظم القلب فوق البطيني. هناك أيضاً بعض الإجراءات السهلة غير التداخلية والتي يؤديها عادة ممارس طبي مؤهل أو تحت إشراف طبيب لعكس عدم انتظام ضربات القلب. في كثير من الأحيان يتعلم أولئك الذين لديهم نوبات متكررة القيام بهذه الإجراءات بأنفسهم. مثال على بعض هذه الإجراءات، تحفيز الجيب السباتي على الشريان السباتي عن طريق التدليك أو الضغط عند نقطة على الرقبة مباشرة أسفل مفصل الفك، وضع الوجه فجأة في المياه الباردة أو الضغط كما لو كان هناك إمساك.
إذا بدأ تنفيذ هذه الإجراءات البسيطة بعد وقت قصير من بداية عدم انتظام ضربات القلب فإنها تكون فعالة للغاية.
إذا كانت الأعراض شديدة جدا ولم تنجح الإجراءات السابق ذكرها في وقف عدم انتظام ضربات القلب حتى بعد 20 دقيقة، يقوم الأطباء بحقن المريض في الوريد بدواء فيراباميل أو أدينوساين الذي يمكن أن يوقف هذه النوبة على الفور..
في حالات نادرة، يكون استخدام الصدمات الكهربائية على القلب (تقويم نظم القلب) هو الخيار الوحيد بعد فشل الأدوية في وقف عدم انتظام ضربات القلب. من الشائع أيضاً استخدام حاصرات بيتا والأدوية مثل فيراباميل، ديلتيازيم، الديجوكسين، فليكانيد ،بروبافينون.
ولقد أصبح الكي بالموجات الإشعاعية من الإجراءات التداخلية البسيطة للغاية المستخدمة بكثرة في علاج عدم انتظام ضربات القلب. في هذا الإجراء، يتم إتلاف المنطقة التي تنشأ فيها نوبات تسرع القلب فوق البطينية وذلك عبر توصيل طاقة عالية التردد من خلال قسطرة مزودة بأقطاب يتم إدخالها في القلب عن طريق أحد الأوردة.

## وصلات اضافية
- Cardiac Disorders - Open Directory Project
- Supraventricular Tachycardia information from Seattle Children's Hospital Heart Center

Movie/Animation of SVT:
Video section: The University of Iowa Children's Hospital